# كربونات الفضة
 كربونات الفضة مركب كيميائي له الصيغة Ag2CO3، ويكون على شكل صلب ذي لون أصفر مخضر.

## الخواص
- العينات المتوفرة من هذا المركب غالباً ما يصحبها لون رمادي نتيجة وجود شوائب من فلز الفضة فيها.
- لا ينحل مركب كربونات الفضة عملياً في الماء، لكنه ينحل في الأحماض مثل حمض النتريك وحمض الكبريتيك، كذلك في محاليل كربونات البوتاسيوم وسيانيد البوتاسيوم.

## التحضير
يحضر مركب كربونات الفضة بشكل سهل نسبياً من تفاعل كربونات الصوديوم مع نترات الفضة، فيترسب مركب كربونات الفضة من المحلول حسب المعادلة:
2AgNO3 + Na2CO3 → Ag2CO3 + 2NaNO3

## الاستخدامات
- يستخدم مركب كربونات الفضة ككاشف كيميائي في الاصطناع العضوي مثل تفاعل كونيغز-كنور.
- يستعمل كعامل مؤكسد في تحضير المركبات العضوية وذلك عندما يُشرَّب في مسحوق مكروئي من السيليت Celite الأرضي.[3][4]